# McDonnell FH Phantom
McDonnell FH Phantom – jednomiejscowy pokładowy samolot myśliwski z napędem odrzutowym o prędkości poddźwiękowej, zaprojektowany przez McDonnell Aircraft pod koniec II wojny światowej na potrzeby lotnictwa United States Navy. FH Phantom był dolnopłatem o konstrukcji metalowej i prostych skrzydłach o obrysie trapezowym, z dwoma silnikami odrzutowymi umieszczonymi w przykadłubowych częściach skrzydeł z klasycznym usterzeniem.
Samolot oblatany został w 1945 roku, po czym w latach 1946–1948 wyprodukowany w krótkiej serii liczącej 60 sztuk, w jedynej wersji seryjnej FH-1. McDonnell FH Phantom był pierwszym odrzutowym pokładowym samolotem myśliwskim w marynarce amerykańskiej. Nie należy go mylić z późniejszą konstrukcją McDonnell Douglas F-4 Phantom II.
FH Phantom służył w dwóch operacyjnych eskadrach United States Navy i United States Marine Corps w latach 1947–49, a w jednostkach rezerwowych do 1953 roku. Samolot nigdy nie został użyty bojowo.

## Historia
W 1942 roku dla lotnictwa amerykańskiej armii skonstruowano pierwszy samolot myśliwski o perspektywicznym napędzie odrzutowym, Bell P-59 Airacomet, mający charakter doświadczalny. W tym samym roku amerykańskie Biuro Lotnictwa marynarki wojennej (Bureau of Aeronautics) rozpoczęło poszukiwania wytwórni, mogącej podjąć się konstrukcji odrzutowego samolotu myśliwskiego spełniającego wymagania marynarki. Większość wytwórni lotniczych mających doświadczenie z samolotami pokładowymi była wówczas zajęta produkcją i rozwojem samolotów na bieżące potrzeby wojenne, wobec czego skonstruowania takiego samolotu podjęła się niewielka, założona w 1939 roku firma McDonnell Aircraft Corporation. 7 stycznia 1943 roku Biuro Lotnictwa złożyło McDonnellowi zamówienie na opracowanie i budowę dwóch prototypów odrzutowego myśliwca pokładowego, przeznaczonego do obrony lotniskowców, nie określając żadnych parametrów, ani układu konstrukcyjnego. Samolot otrzymał na tym etapie oznaczenie marynarki XFD-1. W 1946 roku firmie McDonnell przydzielono w systemie oznaczeń literę H, co spowodowało zmianę oznaczenia samolotu na FH (FH-1 dla jedynego wariantu produkcyjnego).

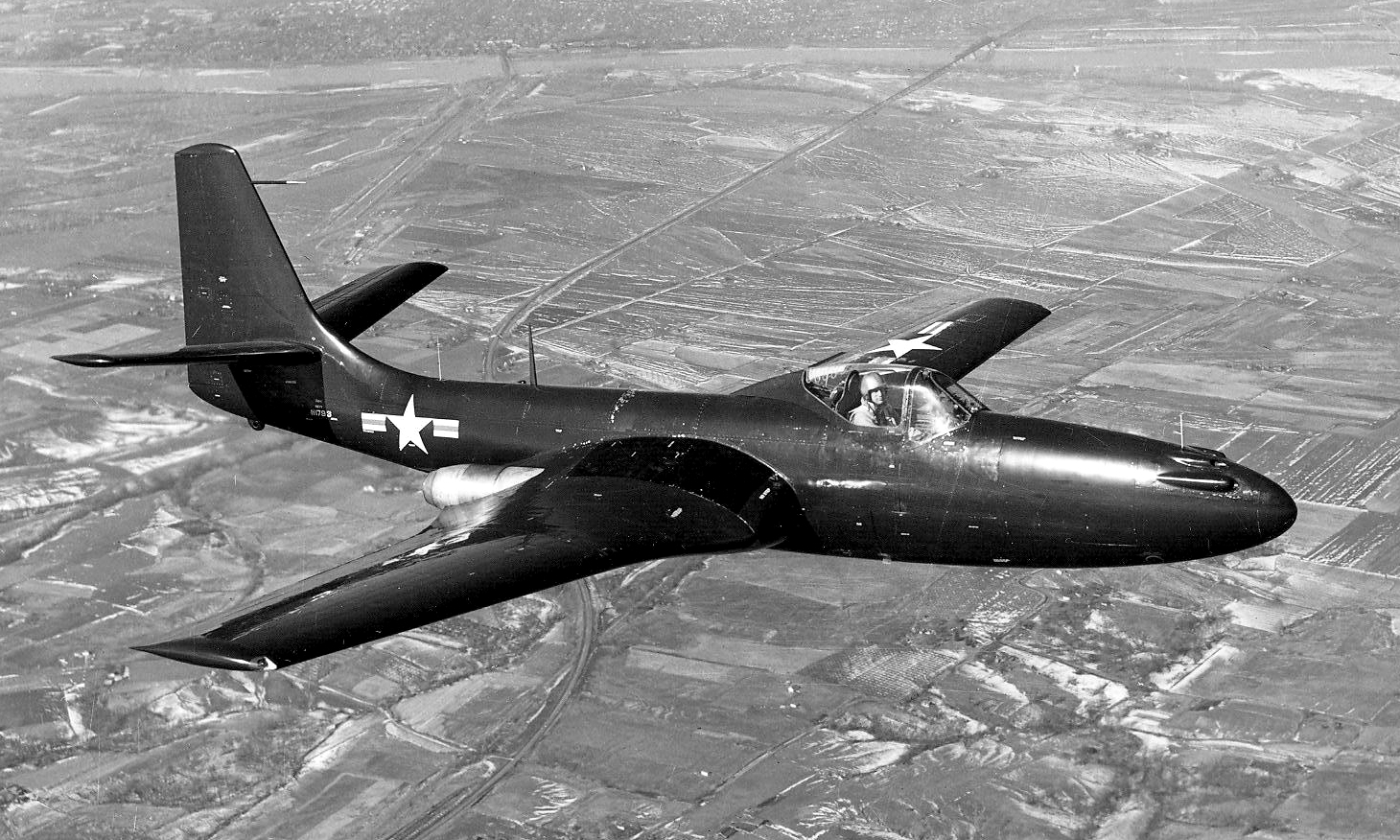
Seryjny FH-1 w locie

Skonstruowanie samolotu powierzono zespołowi pod kierunkiem Kendalla Perkinsa. W celu zmniejszenia ryzyka i uproszczenia produkcji został wybrany prosty, konwencjonalny układ konstrukcyjny, z wyjątkiem silników. Rozważano różne warianty napędu spośród projektów silników firmy Westinghouse, początkowo zakładając użycie sześciu silników o ciągu po 154 kG (1,5 kN) i średnicy 24 cm. Z uwagi na ich niewystarczający ciąg, rozważano następnie zastosowanie aż ośmiu lub dziesięciu takich silników, albo czterech lub dwóch o większym ciągu – z czego najwięcej zalet miał napęd z dwoma silnikami o średnicy 48 cm. Wybrano ostatecznie układ z dwoma silnikami u nasady skrzydeł, pozwalający na umieszczenie zbiorników paliwa blisko nich w kadłubie i zastosowanie krótkich dysz wylotowych, minimalizujących straty energii. Ciąg prototypowych silników WE-19XB-2B wynosił 528 kG (5,18 kN), a w wersji seryjnej J30-WE-20 wzrósł do 726 kG (7,1 kN). Przy projektowaniu samolotu wykorzystano doświadczenia z  pierwszego projektu wytwórni – prototypowego dwusilnikowego myśliwca o napędzie śmigłowym McDonnell XP-67 Moonbat. Makieta samolotu była oceniana między 31 maja a 3 czerwca 1943 roku, a w styczniu 1944 roku rozpoczęto budowę prototypu. Prace opóźniała dostępność silników i dopiero pod koniec 1944 roku prowadzono próby kołowania, z zainstalowanym tylko jednym silnikiem. 2 stycznia 1945 roku prototyp wykonał krótki „podskok” nad lotniskiem, na jednym silniku.

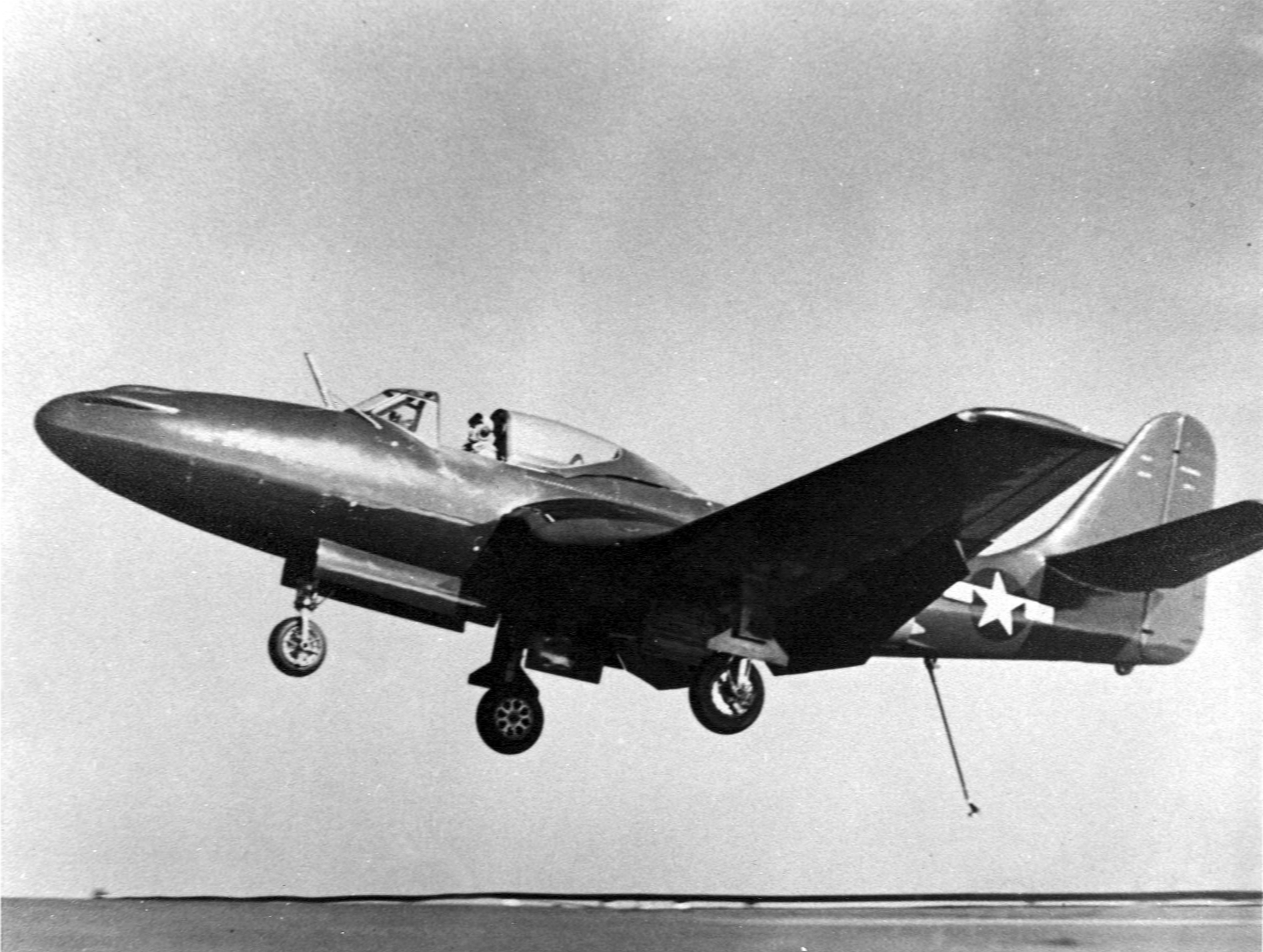
Drugi prototyp ląduje na lotniskowcu USS „Franklin D. Roosevelt”, 21 lipca 1946 roku

26 stycznia 1945 roku skompletowany prototyp o numerze seryjnym BuNo 48235 po raz pierwszy wzleciał z lotniska Lambert Field (pilot Woodward Burke). Prototyp ten uległ później katastrofie 1 listopada na skutek awarii lotek, przy czym zginął Burke. W międzyczasie, w czerwcu 1945 roku, ukończono drugi ulepszony prototyp (BuNo 48236). Po roku badań w locie przeprowadzono próby samolotu na lotniskowcu USS „Franklin D. Roosevelt” (CV-42) i w ten sposób 21 lipca 1946 roku FH Phantom został pierwszym samolotem odrzutowym, który startował i lądował na amerykańskim lotniskowcu (pilot Lt Cdr James Davidson).
Jeszcze przed tym wydarzeniem, 7 marca 1945 roku marynarka złożyła zamówienie na budowę 100 samolotów pod oznaczeniem FD-1 (od 1946 roku: FH-1), ograniczone następnie w ramach cięć powojennych do 60 sztuk. Wersja seryjna różniła się nieco wydłużonym o 46 cm kadłubem ze zwiększonym zapasem paliwa z 984 do 1420 l, powiększonym usterzeniem pionowym ze ściętą końcówką w miejsce zaokrąglonej oraz uproszczoną ramą wiatrochronu. Pierwszy samolot seryjny wzleciał 28 października 1946 roku. Dalszych serii nie zamawiano, gdyż wytwórnia McDonnell opracowała bazujący na konstrukcji Phantoma powiększony i dysponujący lepszymi osiągami samolot F2H Banshee, oblatany już w styczniu 1947 roku i zamówiony następnie w dużej serii.

## Służba

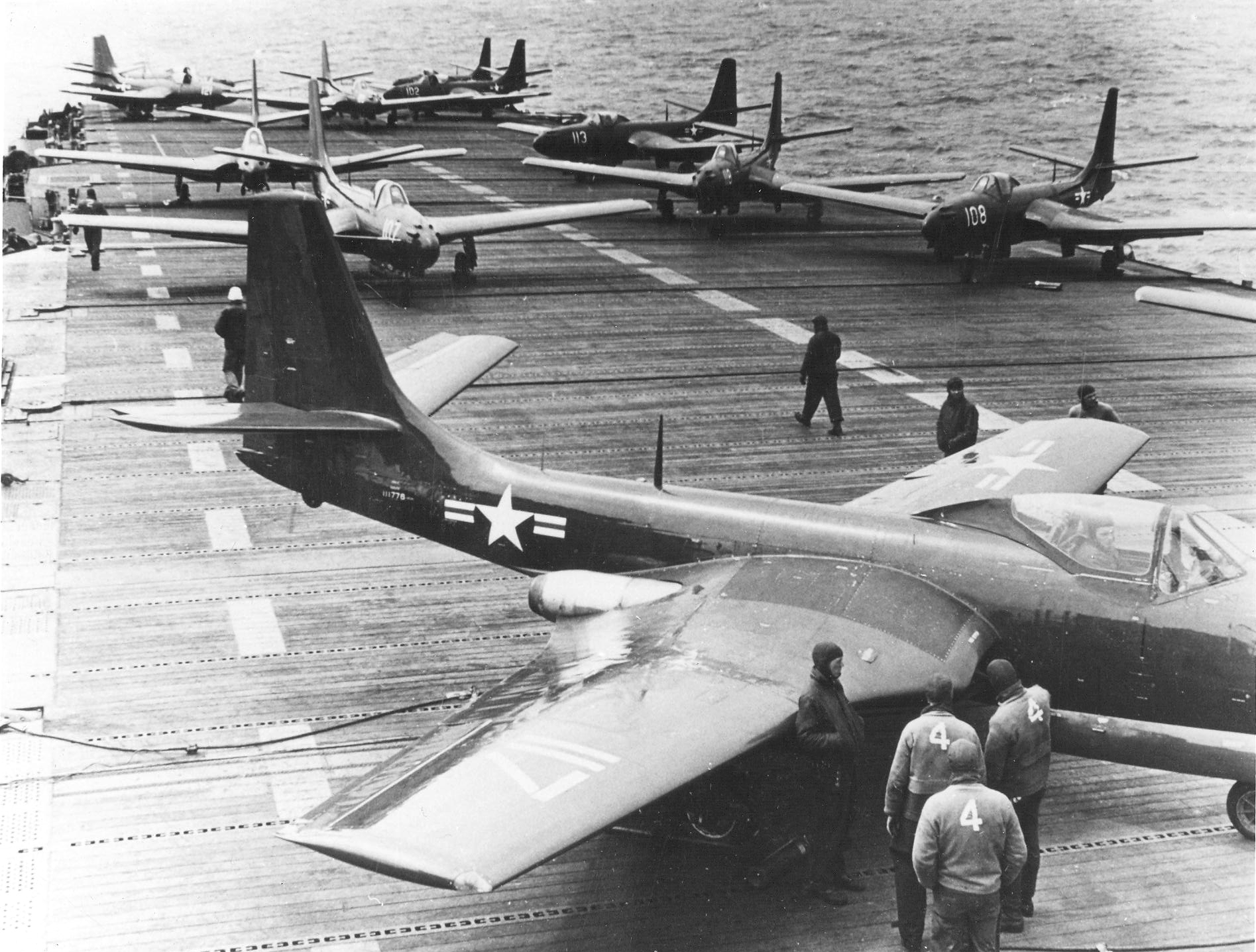
FH-1 Phantomy z VF-17A na lotniskowcu USS „Saipan”, maj 1948 roku

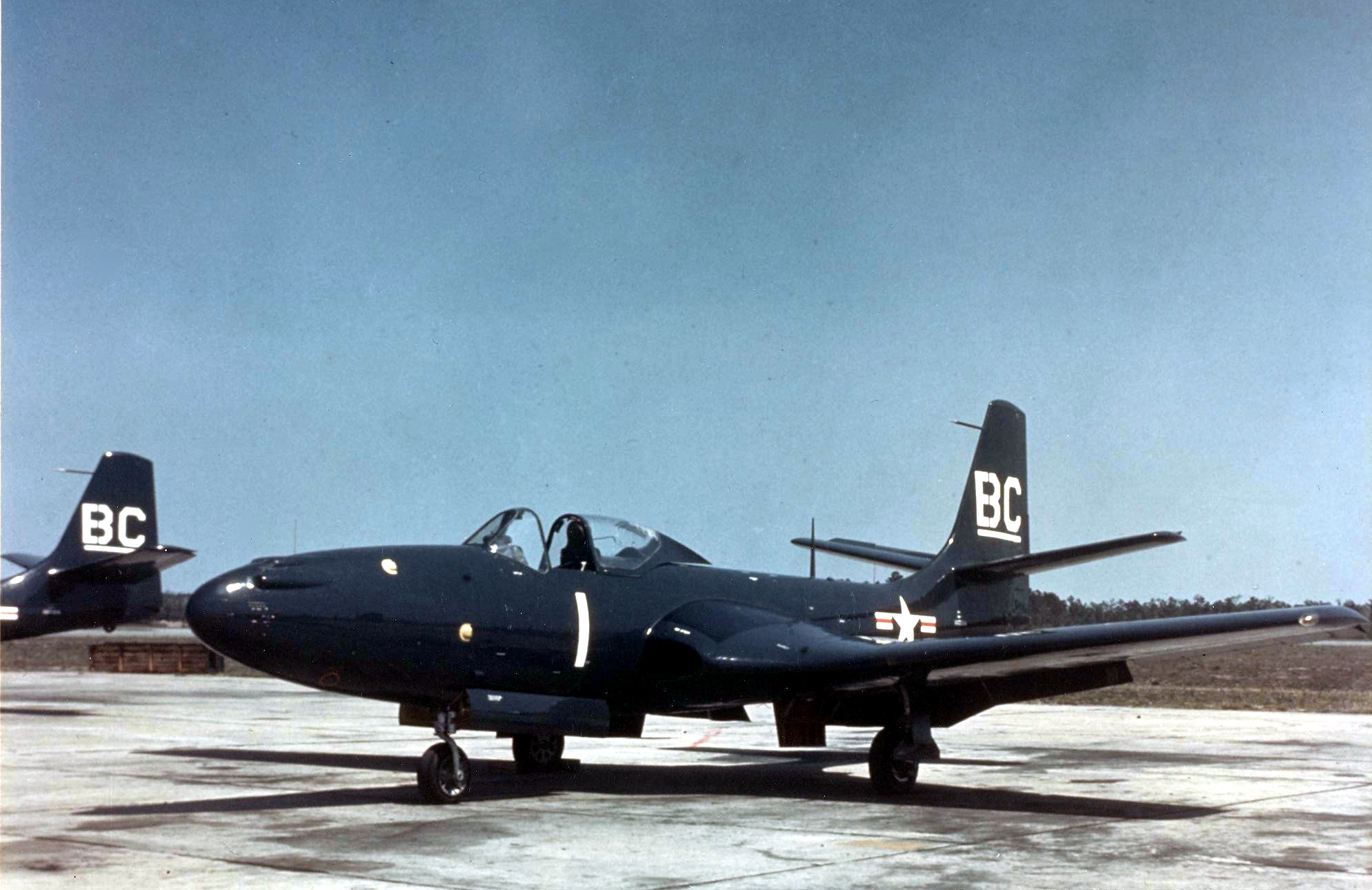
FH-1 Phantom eskadry VMF-122 lotnictwa Marines

Seryjne myśliwce FH-1 Phantom dostarczano marynarce USA od stycznia 1947 do 29 maja 1948 roku. Początkowo przydzielono je do eskadry VF-17A w bazie NAS Quonset Point w Rhode Island, począwszy od 23 lipca 1947 roku. Między 1 a 5 maja 1948 roku eskadra ta odbyła próby kwalifikacyjne na lotniskowcu USS „Saipan” (CVL-48), osiągając tym samym gotowość operacyjną, jako pierwsza wyposażona w samoloty odrzutowe eskadra lotnictwa pokładowego na świecie. 11 sierpnia 1948 roku eskadra VF-17A została przemianowana na VF-171, po czym z 16 samolotami zaokrętowana na lotniskowcu USS „Philippine Sea” (CV-47). W lutym 1949 roku eskadra została przeniesiona na lotniskowiec „Franklin D. Roosevelt”, przy czym operowała również z USS „Midway” (CV-41). Jednocześnie samoloty FH-1 otrzymało także lotnictwo korpusu piechoty morskiej – od listopada 1947 roku otrzymywała je słynna z walk na Wyspach Salomona eskadra VMF-122 w bazie Cherry Point w Karolinie Północnej, która została tym samym pierwszą eskadrą piechoty morskiej wyposażoną w samoloty z napędem odrzutowym. Oprócz służby liniowej, w lotnictwie Marines utworzono na nich zespół akrobacyjny Flying Leathernecks.
Już w 1949 roku samolot Phantom został zastąpiony w służbie operacyjnej przez dysponującą lepszymi osiągami konstrukcję tej samej firmy F2H Banshee. Wycofywanie Phantomów z eskadry VF-171 rozpoczęło się w marcu tego roku, po czym przejściowo samoloty te otrzymała eskadra VF-172 w Jacksonville, gdzie w drugiej połowie roku zostały także wymienione na Banshee. Również w 1949 roku zostały one wymienione w eskadrze VMF-122 lotnictwa Marines. Poza tymi jednostkami, kilku samolotów używała eskadra marynarki VF-1L w Atlantic City (późniejsza doświadczalna VX-3). Po wycofaniu z jednostek liniowych, FH-1 do lipca 1953 roku używane były w różnych jednostkach lotniczych rezerwy marynarki na terenie kraju w celu zaznajomienia pilotów z odrzutowcami. Po tej dacie zostały wycofane ze służby, aczkolwiek trzy samoloty były dalej używane ze znakami cywilnymi. Jeden był używany przez szkołę lotniczą w New Jersey, a następnie, wraz z kolejnym, przez szkołę w Fort Lauderdale/Hollywood na Florydzie aż do lat 60, zaś trzeci był używany przez laboratorium lotnicze Cornell w Buffalo.
Samoloty były standardowo malowane całe na kolor błyszczący granatowy (Glossy Sea Blue, błyszczący morski niebieski). Od stycznia 1947 roku w białych znakach rozpoznawczych pojawiły się czerwone paski. FH-1 z dwóch eskadr operacyjnych US Navy VF-171 i VF-172 nosiły na stateczniku literę R, a z eskadry VMF-122 Marines: BC, później LC.  Samoloty eskadr rezerwowych nosiły różne litery na stateczniku i od około 1951 roku duży napis NAVY z nazwą miasta poniżej z tyłu kadłuba.
Trzy samoloty zostały zachowane w muzeach: muzeum lotnictwa Marines w Quantico, National Museum of Naval Aviation w Pensacoli i National Air and Space Museum w Waszyngtonie.

## Konstrukcja

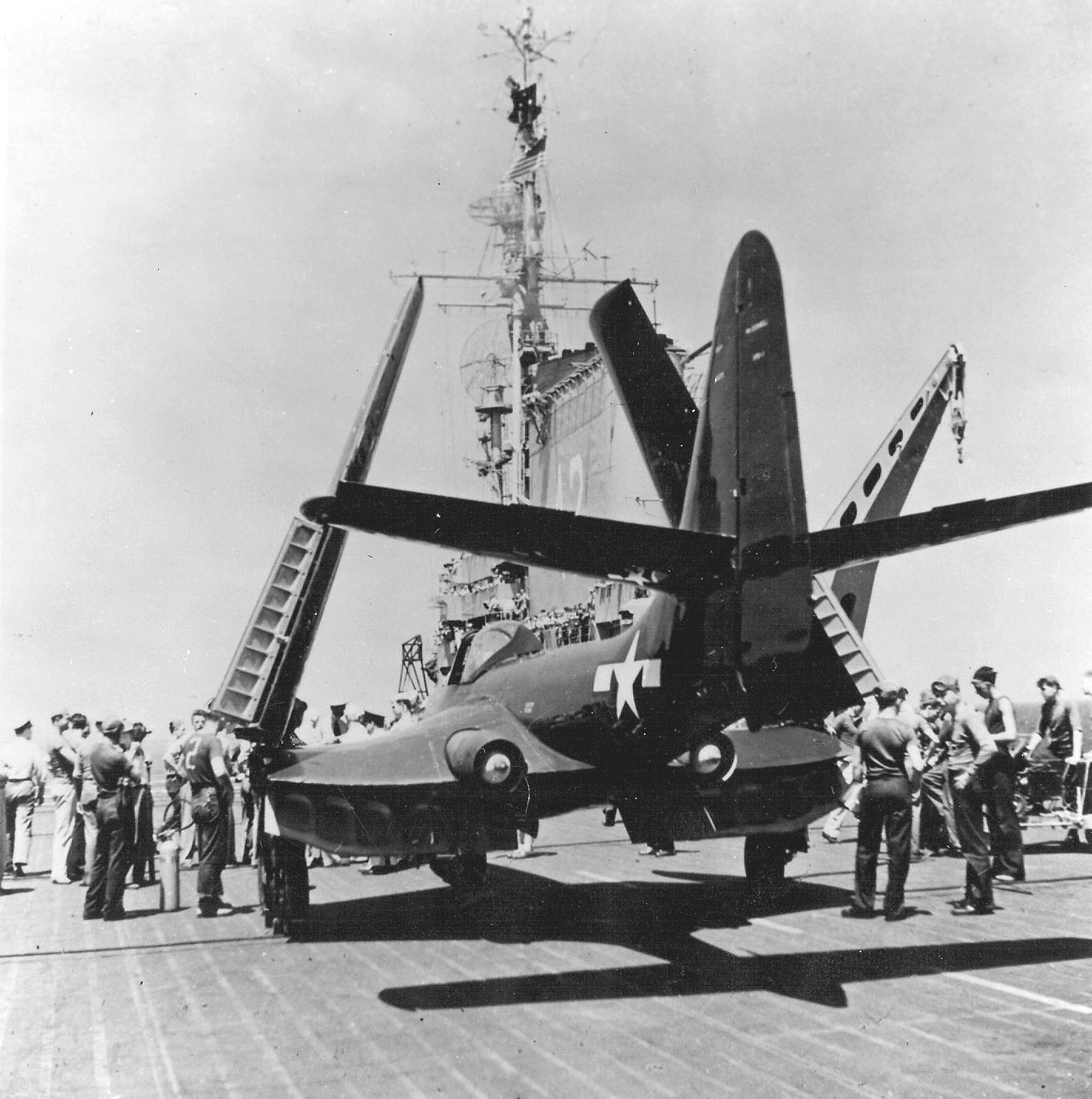
FH-1 ze złożonymi skrzydłami od tyłu, na lotniskowcu USS „Franklin D. Roosevelt”

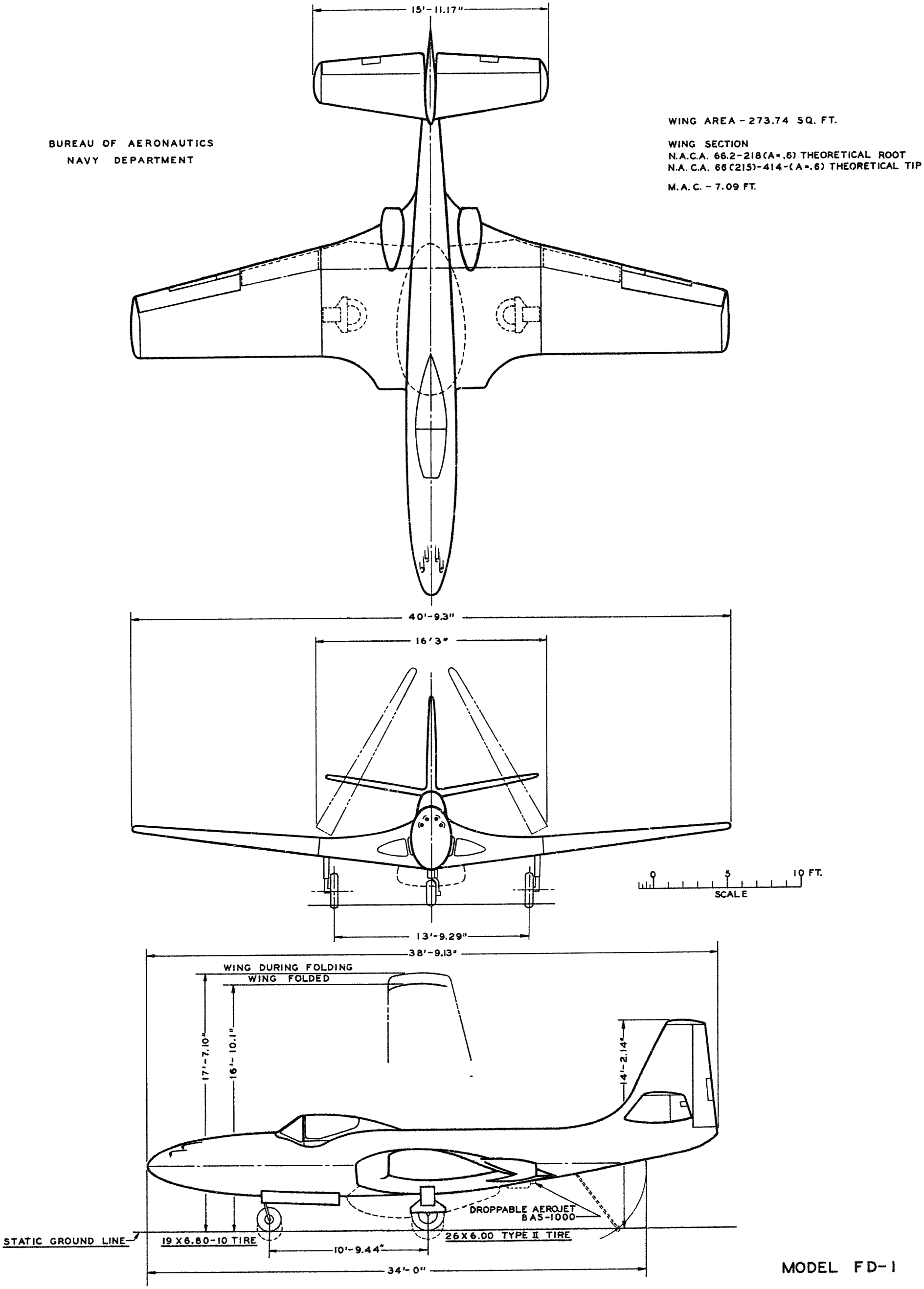
Rysunek w 3 rzutach

### Płatowiec
Samolot przedstawiał sobą jednomiejscowy dwusilnikowy całkowicie metalowy wolnonośny dolnopłat z prostymi skrzydłami i pojedynczym usterzeniem. Kadłub był konstrukcji skorupowej, wykonany ze stopów aluminium, pokryty blachami nitowanymi na gładko. W górnej części nosa kadłuba mieściło się uzbrojenie strzeleckie, a dalej obszerna kabina pilota, przykryta dwuczęściową osłoną kroplową ze stałym wiatrochronem, odsuwaną do tyłu i odrzucaną w razie niebezpieczeństwa. Pilot dysponował dobrą widocznością z kabiny, która nie była wyposażona w fotel wyrzucany. Zbiorniki paliwa zostały umieszczone w środkowej części kadłuba.
Skrzydła były proste, o obrysie trapezowym, z prostą krawędzią natarcia i ukośną krawędzią spływu pod kątem 13°, oraz wzniosem 4°. Cięciwa skrzydeł wynosiła 3962 mm u nasady, 2286 mm w punkcie składania i 1295 mm na końcówkach. W grubszej części przykadłubowej skrzydeł mieściły się silniki odrzutowe, z wlotami o nieregularnym kształcie z przodu i dyszami z tyłu. Skrzydła były wyposażone w lotki oraz w klapy krokodylowe (na centropłacie i składanych częściach). Skrzydła składały się do góry do hangarowania; rozpiętość samolotu ze złożonymi skrzydłami wynosiła 4,95 m. Wysokość ze złożonymi skrzydłami wynosiła 5,13 m. Powierzchnia nośna wynosiła 25,43 m². Usterzenie klasyczne na końcu kadłuba; statecznik poziomy o rozpiętości 4851 mm miał widoczny wznios, a jego końcówki znajdowały się na wysokości 2692 mm nad ziemią.
Wewnętrzne zbiorniki paliwa w kadłubie miały pojemność 1420 l (375 galonów). Można było stosować podkadłubowy konforemny odrzucany dodatkowy zbiornik paliwa o pojemności 1117 l (295 galonów).
Podwozie było chowane, trójpodporowe, z kołami pojedynczymi. Podwozie główne pod skrzydłami chowane było do wnęk w centropłacie w kierunku do wewnątrz kadłuba, podwozie przednie chowane było do tyłu. Samolot wyposażony był w hak do aerofiniszera pod ogonem i zaczep do katapulty. Rozstaw kół podwozia głównego wynosił 4191 mm.

### Napęd
Napęd samolotu stanowiły dwa silniki turboodrzutowe ze sprężarką osiową Westinghouse J30-WE-20 o ciągu 1600 funtów (726 kG, 7,12 kN). W prototypie samolotu stosowano prototypową wersję tych silników WE-19XB-2B o ciągu 1165 funtów (528 kG, 5,18 kN). Do wspomagania startu można było stosować pomocnicze podczepiane silniki rakietowe (JATO).

### Uzbrojenie
Uzbrojenie stanowiły cztery wielkokalibrowe karabiny maszynowe kalibru 12,7 mm Browning M2 w nosie kadłuba, z 325 nabojami na lufę. Pilot miał celownik Mk 23.
Samolot mógł przenosić pod skrzydłami osiem belek do podwieszania ośmiu niekierowanych pocisków rakietowych kalibru 127 mm HVAR, lecz były one rzadko stosowane.